# 국제 승마 연맹
국제 승마 연맹(國際乘馬聯盟, 프랑스어: Fédération Équestre Internationale, 영어: International Federation for Equestrian Sports)은 승마 종목을 관장하는 국제 기구이다. 1990년부터 FEI 세계 승마 선수권대회를 4년에 한 번씩 개최해오고 있다. 본부는 스위스 로잔에 위치하고 있다.
국제 승마 연맹은 총 10개 승마 종목을 관리하며, 그중 마장마술, 종합 마차경주, 지구력 승마, 종합마술, 장애인 승마, 레이닝, 장애물 경기. 마상체조의 8개 종목은 국제 기구의 주관 하에 있고, 나머지 2개 종목인 호스볼과 말뚝뽑기는 지역별로 운영된다.
국제 승마 연맹은 경마나 폴로를 주관하거나 관련 규정을 제정하지 않는다. 단, 폴로의 경우 국제 폴로 연맹과 양해각서를 체결하였다.
국제 승마 연맹은 동물 학대 및 도핑으로부터 말을 보호하기 위해 FEI 행동강령(FEI code of conduct)을 제정하고 있다.

## 같이 보기
- 프랑스 국가 올림픽 체육 위원회